# Madieng Khary Dieng
Pour les articles homonymes, voir Dieng.
Madieng Khary Dieng est un Administrateur civil né en 1932 à Coki (région de Louga) et décédé le 27 novembre 2020 à Rabat. Il occupa plusieurs postes au sein de l'administration sénégalaise (Conseiller technique, Préfet, Gouverneur, Inspecteur Général d'Etat, Ministre, Ambassadeur). Il occupa notamment les fonctions de Ministre de l'Intérieur et Ministre des Forces armées sous la présidence d'Abdou Diouf.

## Parcours universitaire
Il intègre l'Ecole Normale de Sédhiou où il sort major de sa promotion en 1951. Il entame dès lors sa carrière d'instituteur. Il poursuit ses études à la FISE Paris où il sort diplômé en 1966 (Fonctions internationales). Il est concomitamment auditeur à l'Institut des Hautes études de Paris de 1964 à 1966.
De retour dans son pays natal, il entre à l'Ecole Nationale d'Administration du Sénégal, section Administration Générale d'où il sort major de sa promotion (1969 - Promotion Abdoul Aziz Wane).

## Fonctions exercées
De 1963 à 1964, il est Premier secrétaire à l'ambassade du Sénégal en République Fédérale d'Allemagne. Il est par la suite conseiller d'ambassade à l'Ambassade du Sénégal en France de 1964 à 1966. En 1969, le Président Senghor le nomme Conseiller technique au cabinet, poste qu'il occupe pendant trois ans.
Il devient Préfet du département de Ziguinchor et adjoint au Gouverneur de la Casamance de 1973 à 1975, puis Préfet du département de Kaolack et adjoint au gouverneur du Sine-Saloum de 1975 à 1979.
Afin de récompenser le travail exceptionnel réalisé dans ces régions, il est promu Gouverneur de la région du Cap-Vert, poste qu'il occupe de 1979 à 1984. Il intègre par la suite l'Inspection Générale d'Etat de la Présidence de la République de 1984 à 1990.
En 1990, Madieng Khary Dieng est nommé Directeur Général de la Sureté Nationale puis le 8 avril 1991 il est nommé ministre de l'Intérieur. Dans ses mémoires, son Premier ministre Habib Thiam le décrit comme un « excellent ministre de l'Intérieur ». Tous deux ont eu à affronter une situation particulièrement tendue au moment des élections législatives du 9 mai 1993 et de l'assassinat, quelques jours plus tard, le 15 mai 1993, de Me Babacar Sèye, le vice-président du Conseil constitutionnel.
Madieng Khary Dieng devient ministre des Forces armées dans le second gouvernement de Habib Thiam formé en juin 1993. Le 8 juillet 1993, à Ziguinchor, il signe avec l'abbé Augustin Diamacoune Senghor, secrétaire général du MFDC, l'un des nombreux accords de cessez-le-feu qui émaillent l'histoire du conflit en Casamance.
Après son départ du gouvernement, Madieng Khary Dieng est nommé ambassadeur du Sénégal à Banjul (Gambie), une fonction qu'il occupe de 1996 à 1998, année où il prend sa retraite. 
Une cité de Guédiawaye et une autre de Tivaouane Peulh portent le nom de Madieng Khary Dieng.

## Décorations

### Décorations sénégalaises
- Chevalier de l'Ordre National du Lion
- Officier de l'Ordre National du Lion
- Commandeur de l'Ordre National du Lion
- Grand Officier de l'Ordre National du Lion
- Chevalier de l'Ordre du Mérite
- Officier de l'Ordre du Mérite
- Commandeur de l'Ordre du Mérite
- Chevalier des Palmes Académiques
- Officier des Palmes Académiques

### Décorations étrangères
- Commandeur de l'Ordre du Mérite Espagnol
- Officier de la Légion d'Honneur (France)
- Grand-Croix de l'Ordre de la République de Corée